# 全国人民代表大会代表团
全国人民代表大会代表团，简称全国人大代表团，或代表团，是全国人民代表大会的一种组织。全国人民代表大会由各省级行政单位人民代表大会选举产生（港澳台及解放军和武警部队另行按特定办法产生），并按各选区（省级行政单位及解放军和武警部队）组成代表团。全国人民代表大会召开正式会议或预备会议时，按代表团分组讨论。
现有35个代表团，包括31个内地省级行政单位代表团、2个特别行政区代表团、台湾代表团以及解放军和武警部队代表团。

## 代表团团长
全国人民代表大会代表团团长，简称全国人大代表团团长，或代表团团长。全国人民代表大会代表团，设团长职务。全国人民代表大会召开正式会议或预备会议按代表团分组讨论时，团长在议案的提出和讨论方面具有特殊的主持权力。

## 现任团长
以最近一次召开人民代表大会全体会议时代表团团长为准
| 代表团             | 肖像 | 姓名   | 党派       | 性别 | 民族 | 出生年月           | 其他党职、公职、人民团体职务                                                                   | 备注 |
| ------------------ | ---- | ------ | ---------- | ---- | ---- | ------------------ | ---------------------------------------------------------------------------------------------- | --- |
| 北京市             |      | 李秀领 | 中共       | 男   | 汉族 | 1962年12月（62歲） | 北京市人大常委会主任                                                                           | 曾任南京大学历史系副教授。 |
| 天津市             |      | 喻云林 | 中共       | 男   | 汉族 | 1962年12月（62歲） | 天津市人大常委会主任                                                                           | |
| 河北省             |      | 倪岳峰 | 中共       | 男   | 汉族 | 1964年9月（60歲）  | 中共河北省委书记、河北省人大常委会主任                                                         | |
| 山西省             |      | 蓝佛安 | 中共       | 男   | 汉族 | 1962年6月（62歲）  | 中共山西省委书记、山西省人大常委会主任                                                         | |
| 内蒙古自治区       |      | 孙绍骋 | 中共       | 男   | 汉族 | 1960年7月（64歲）  | 中共内蒙古自治区委书记、内蒙古自治区人大常委会主任                                             | |
| 辽宁省             |      | 郝鹏   | 中共       | 男   | 汉族 | 1960年7月7日       | 中共辽宁省委书记、辽宁省人大常委会主任                                                         | |
| 吉林省             |      | 景俊海 | 中共       | 男   | 汉族 | 1960年12月（64歲） | 中共吉林省委书记、吉林省人大常委会主任                                                         | 自上一届人民代表大会后连任团长。 |
| 黑龙江省           |      | 许勤   | 中共       | 男   | 汉族 | 1961年10月（63歲） | 中共黑龙江省委书记、黑龙江省人大常委会主任                                                     | 自上一届人民代表大会后连任团长。 |
| 上海市             |      | 董云虎 | 中共       | 男   | 汉族 | 1962年11月9日      |                                                                                                | 曾任上海市人大常委会主任，2023年7月31日被罢免全国人民代表大会代表资格和上海市人大常委会主任职务。                                                    |
| 江苏省             |      | 信长星 | 中共       | 男   | 汉族 | 1963年12月（61歲） | 中共江苏省委书记、江苏省人大常委会主任                                                         | |
| 浙江省             |      | 易炼红 | 中共       | 男   | 汉族 | 1959年9月（65歲）  | 中共浙江省委书记、浙江省人大常委会主任                                                         | |
| 安徽省             |      | 郑栅洁 | 中共       | 男   | 汉族 | 1961年11月（63歲） | 中共安徽省委书记、安徽省人大常委会主任                                                         | 自上一届人民代表大会后连任团长。 |
| 福建省             |      | 周祖翼 | 中共       | 男   | 汉族 | 1965年1月（60歲）  | 中共福建省委书记、福建省人大常委会主任                                                         | 曾历任同济大学海洋地质与地球物理系副教授、副校长、党委书记。                                                                                         |
| 江西省             |      | 尹弘   | 中共       | 男   | 汉族 | 1963年6月24日      | 中共江西省委书记、江西省人大常委会主任                                                         | |
| 山东省             |      | 林武   | 中共       | 男   | 汉族 | 1962年2月（63歲）  | 中共山东省委书记、山东省人大常委会主任                                                         | |
| 河南省             |      | 楼阳生 | 中共       | 男   | 汉族 | 1959年10月（65歲） | 中共河南省委书记、河南省人大常委会主任                                                         | 自上一届人民代表大会后连任团长。 |
| 湖北省             |      | 王蒙徽 | 中共       | 男   | 汉族 | 1960年1月29日      | 中共湖北省委书记、湖北省人大常委会主任                                                         | |
| 湖南省             |      | 张庆伟 | 中共       | 男   | 汉族 | 1961年11月（63歲） | 中共湖南省委书记、湖南省人大常委会主任                                                         | 自上一届人民代表大会后连任团长。曾任中国载人航天工程副总指挥、中国绕月探测工程领导小组组长。                                                         |
| 广东省             |      | 黄楚平 | 中共       | 男   | 汉族 | 1962年10月（62歲） | 广东省人大常委会主任                                                                           | 自上一届人民代表大会后连任团长。 |
| 广西壮族自治区     |      | 刘宁   | 中共       | 男   | 汉族 | 1962年1月（63歲）  | 中共广西壮族自治区委书记、广西壮族自治区人大常委会主任                                         | 自上一届人民代表大会后连任团长。 |
| 海南省             |      | 沈晓明 | 中共       | 男   | 汉族 | 1963年5月（61歲）  | 中共海南省委书记、海南省人大常委会主任                                                         | 自上一届人民代表大会后连任团长。曾历任新华医院主治医师、副院长、院长，上海第二医科大学校长、上海交大常务副校长、医学院（即原上海第二医科大学）院长。 |
| 重庆市             |      | 王炯   | 中共       | 男   | 汉族 | 1964年9月（60歲）  | 重庆市人大常委会主任                                                                           | |
| 四川省             |      | 王晓晖 | 中共       | 男   | 汉族 | 1962年8月（62歲）  | 中共四川省委书记、四川省人大常委会主任                                                         | |
| 贵州省             |      | 徐麟   | 中共       | 男   | 汉族 | 1963年6月（61歲）  | 中共贵州省委书记、贵州省人大常委会主任                                                         | |
| 云南省             |      | 王宁   | 中共       | 男   | 汉族 | 1961年4月（63歲）  | 中共云南省委书记、云南省人大常委会主任                                                         | 自上一届人民代表大会后连任团长。 |
| 西藏自治区         |      | 王君正 | 中共       | 男   | 汉族 | 1963年5月（61歲）  | 中共西藏自治区委书记                                                                           | 自上一届人民代表大会后连任团长。 |
| 陕西省             |      | 赵一德 | 中共       | 男   | 汉族 | 1965年2月19日      | 中共陕西省委书记、陕西省人大常委会主任                                                         | |
| 甘肃省             |      | 胡昌升 | 中共       | 男   | 汉族 | 1963年12月（61歲） | 中共甘肃省委书记、甘肃省人大常委会主任                                                         | |
| 青海省             |      | 陈刚   | 中共       | 男   | 汉族 | 1965年4月（59歲）  | 中共青海省委书记、青海省人大常委会主任                                                         | |
| 宁夏回族自治区     |      | 梁言顺 | 中共       | 男   | 汉族 | 1962年12月（62歲） | 中共宁夏回族自治区委书记、宁夏回族自治区人大常委会主任                                         | |
| 新疆维吾尔自治区   |      | 马兴瑞 | 中共       | 男   | 汉族 | 1959年10月（65歲） | 中共新疆维吾尔自治区委书记，兼任新疆生产建设兵团第一政委、兵团党委第一书记                     | 自上一届人民代表大会后连任团长。 |
| 香港特别行政区     |      | 马逢国 | 新世纪论坛 | 男   | 汉族 | 1955年7月（69歲）  | 香港立法会议员（选举委员会功能界别选区）、香港立法会内务委员会副主席、新世纪论坛会长（召集人） | 自上一届人民代表大会后连任团长。太平绅士，曾联署声明支持八九民运（六四事件）。                                                                       |
| 澳门特别行政区     |      | 刘艺良 | 无党派     | 男   | 汉族 | 1957年8月（67歲）  | 中国侨联副主席、中国和平统一促进会常务理事、澳门地区会长                                       | 自上一届人民代表大会后连任团长。 |
| 台湾省（虚拟建制） |      | 郑建闽 | 台盟       | 男   | 汉族 | 1965年5月16日      | 台盟中央副主席、中华全国台湾同胞联谊会会长                                                     | 生于福建泰宁 |
| 解放军和武警部队   |      | 张又侠 | 中共       | 男   | 汉族 | 1950年7月（74歲）  | 中共中央政治局委员、中共和中华人民共和国中央军事委员会副主席                                   | 上将，现任党和国家领导人。 |